# Сабан Ярослав Олександрович
Ярослав Олександрович Сабан (13 березня 1925 р. - 2 червня 1999 р.) - академік ЛАН України, професор, доктор сільськогосподарських наук, заслужений діяч науки і техніки України, автор більше 250-ти наукових праць лісівничо-екологічного та лісотаксаційного спрямування. В 90-х роках ініціював відродження лісівничої освіти в м. Болехові.

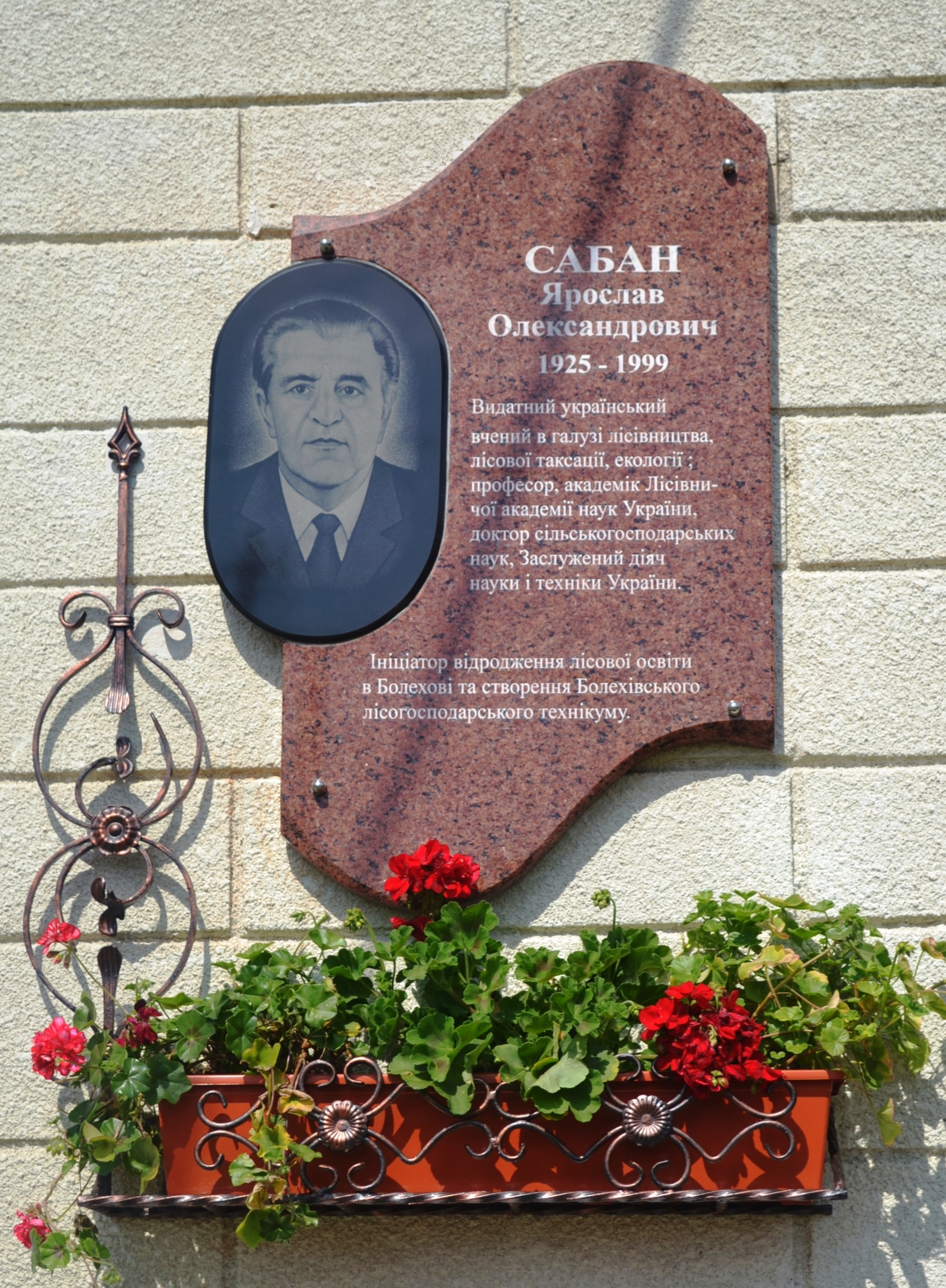
Меморіальна дошка Я.О.Сабану

## Біографія

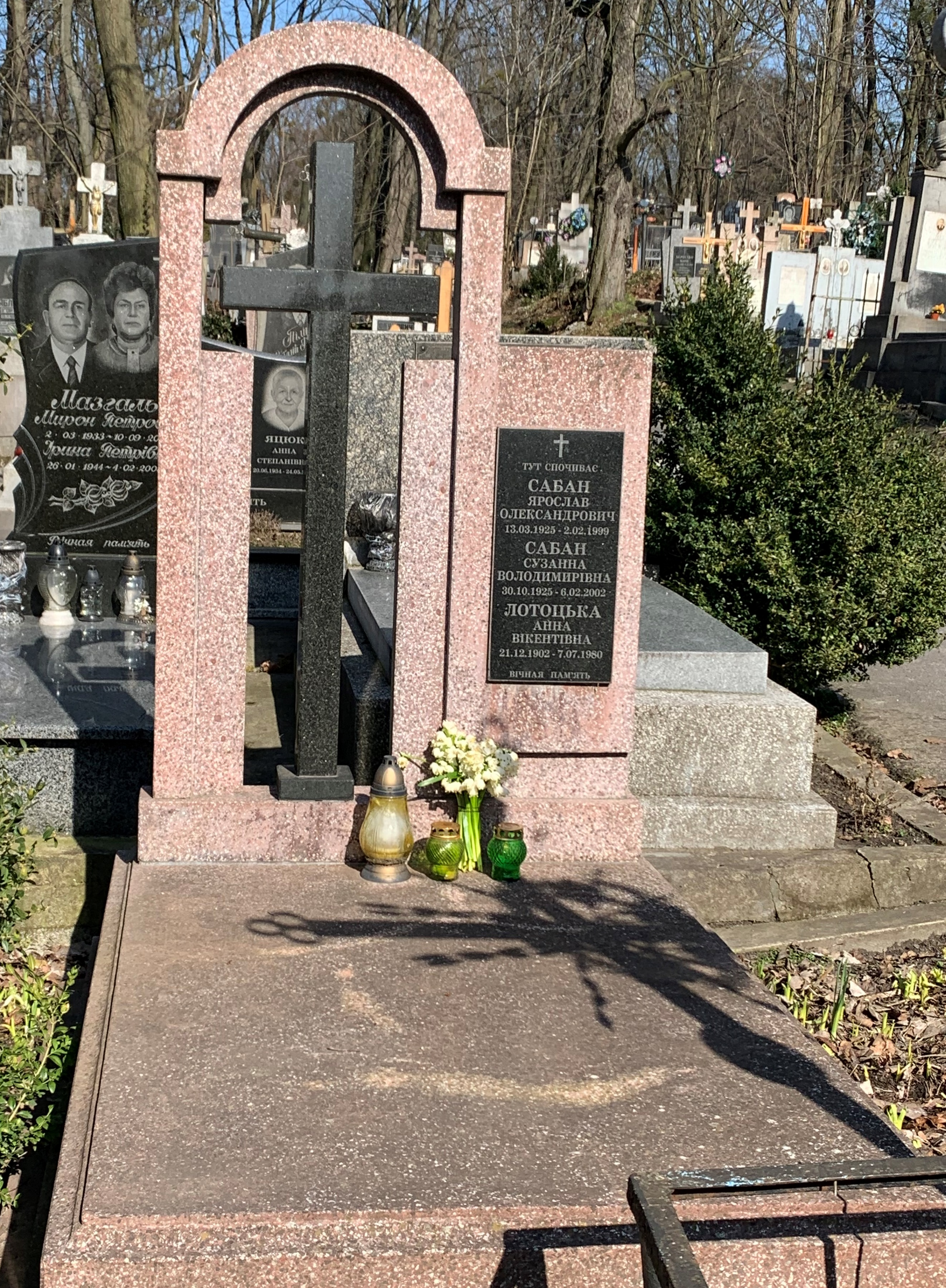
Могила Я.О.Сабана (13.03.1925-02.06.1999)

Ярослав Олександрович Сабан народився 13 березня 1925 р. в м. Болехові на Прикарпатті. Навчався в Болехівській середній школі, а в роки війни –  в Державній Лісовій Школі (Болехів). З 1947 р. - студент Львівського сільськогосподарського інституту. 
Закінчивши навчання, працював на посадах інженера із лісозахисту, старшого інженера-лісопатолога Львівського управління лісового господарства. У грудні 1952 р. Я.Сабана скеровано на наукову роботу в Закарпатську лісову дослідну станцію УкрНДІЛГА на посаду молодшого наукового співробітника. У 1959 р. молодого науковця перевели в Надвірнянський опорний пункт Карпатської ЛДС для закладання гідрологічного стаціонару в зоні хвойних лісів Прикарпаття, де він працював до 1961р. У цьому ж році в Харкові Я.О. Сабан захистив кандидатську дисертацію за темою "Вплив різних систем рубань, способів лісоексплуатації і механізації на природне відновлення бука в Закарпатті" та був обраний на конкурсній основі у Львівський лісотехнічний інститут на посаду старшого наукового співробітника - завідувача наукової лабораторії лісорослинності (при кафедрі лісівництва). З 1963 по 1965 рр. Я.О. Сабан працює на посаді старшого викладача кафедри лісової таксації та впорядкування, 1965-1984 рр. - доцент цієї ж кафедри. 1984 р. захистив докторську дисертацію з теми "Наукові основи ведення лісового господарства в Карпатах". У березні 1986 р. Я.Сабану присвоєно звання професора. 
Ярослав Олександрович Сабан помер на 74 році життя 2 червня 1999 р.Похований на 25 полі Янівського цвинтаря.

## Наукова та педагогічна діяльність
Ярослав Олександрович Сабан посідає одне з чільних місць серед провідних науковців-лісівників XX століття. З 1953 по 1955 р. вчений займався вивченням проблем, пов'язаних з рубками головного користування в гірських лісах Карпат. Він заклав серію стаціонарів суцільних, поступових рівномірних і нерівномірних та добровільно-вибіркових рубань на базі нових механізованих технологій. Особливу увагу надавав збереженню природного відновлення гірських лісів Карпат. Вивчав вплив різних способів рубань і механізованої лісоексплуатації на природне відновлення лісів. Результати цих досліджень використано для складання нових правил рубань головного користування в гірських лісах Карпат. Виконана Ярославом Олександровичем робота з вивчення динаміки природного відновлення гірських лісів у зв'язку з лісоексплуатацією та формуванням змішаних різновікових молодняків, має і зараз неабияке теоретичне та практичне значення. У 1961 році Я.О. Сабан захистив кандидатську дисертацію з теми "Вплив різних систем рубань, способів лісоексплуатації і механізації на природне відновлення бука в Закарпатті". Проводить  роботу із закладання нових експериментальних ділянок із дослідження екології лісу, вивчення на типологічній основі практичних аспектів сприяння природному поновленню в різних категоріях лісостанів, керує науковими експедиціями в Карпатах. Я.О. Сабан розробив нові способи рубань: гніздово-вибіркові і ромбоподібні дрібнолісосічні. Важливе народногосподарське значення мало запровадження нових способів рубань, які пройшли успішне експериментальне вивчення та виробниче випробування. Водночас працював над вдосконаленням способів рубань у рівнинних лісах. 
Вчений успішно поєднував наукову та педагогічну роботу. Відзначався вмінням залучати студентів до наукової діяльності, що дозволило йому успішно здійснити аспірантську підготовку. Його студенти ставали переможцями всесоюзних, республіканських конкурсів студентських наукових робіт. Особливо варто відзначити успіхи вченого у сфері видавничої діяльності: під редакцією Я.О. Сабана побачили світ вісім тематичних наукових збірників, де публікувалися статті з актуальних питань організації та ведення лісового господарства, лісоексплуатації, економіки лісового комплексу, автоматизації виробничих процесів тощо.  У 1984 році захистив докторську дисертацію з теми "Наукові основи ведення лісового господарства в Карпатах". У березні 1986 р. вченому присвоєно звання професора. 
За визначні досягнення у справі розбудови національної освіти в Україні, за успіхи в підготовці кадрів вищої кваліфікації, значний науковий доробок та його активну реалізацію Я.Сабану в 1992 р. Указом Президента присвоєно почесне звання "Заслужений діяч науки і техніки України". 
Професор Я.Сабан консультував і надавав методичну, практичну допомогу науковцям і виробничникам під час вирішення проблем таксації, лісовпорядкування та рубань головного користування, організації та ведення комплексного лісового господарства на екологічній основі. Вивчав організацію наукових досліджень у сфері гірського лісового господарства інших регіонів, що дозволило зробити відповідні наукові узагальнення, видані Українським лісовпорядкувальним підприємством.
Я.О. Сабан –  автор більше, ніж 250-и наукових праць лісівничо-екологічного і лісотаксаційного спрямування. Наукові інтереси вченого завжди поєднувалися із потребами лісогосподарського виробництва та були спрямовані на відтворення лісів і відновлення екологічних функцій. Професор Я. Сабан вів значну громадську роботу, був фундатором та брав активну участь у відродженні лісівничої освіти на Прикарпатті, створенні Болехівського лісогосподарського технікуму (тепер Прикарпатський фаховий коледж лісового господарства та туризму). Багато років очолював інститутський осередок Товариства охорони природи, був головою зональної редакційної Ради видавництва "Лісова промисловість", заступником голови редакційної Ради інституту, відповідальним редактором науково-технічного збірника, експертом ВАК України, академіком-секретарем Лісівничої академії наук України (ЛАНУ).
Повний творчих задумів, Я.О. Сабан започаткував видання тематичного збірника, планував відкрити науковий центр із таксації та організації господарства в лісах зелених зон на базі побудованої і створеної під його керівництвом лабораторії. На часі було видання Наукових праць Лісівничої академії наук України.